# W czym mamy problem?
W czym mamy problem? (tytuł oryg. Serial Mom) – amerykański film fabularny (czarna komedia) z 1994 roku, napisany i wyreżyserowany przez Johna Watersa, z Kathleen Turner obsadzoną w roli przykładnej matki i żony, a jednocześnie psychopatycznej morderczyni.

## Opis fabuły
Przedmieścia Baltimore. Sympatyczna gospodyni domowa Beverly Sutphin to wzorowa żona i matka. Wiecznie uśmiechnięta i bez reszty oddana bliskim, w rzeczywistości jest jednak niebezpieczną psychopatką. Mści się na wszystkich, którzy w jakikolwiek sposób zirytowali ją lub zaszkodzili członkom jej rodziny.

## Obsada
- Kathleen Turner − Beverly R. Sutphin
- Sam Waterston − Eugene Sutphin
- Ricki Lake − Misty Sutphin
- Matthew Lillard − Chip Sutphin
- Scott Morgan − detektyw Pike
- Walt MacPherson − detektyw Gracey
- Justin Whalin − Scotty Barnhill
- Patricia Dunnock − Birdie
- Lonnie Horsey − Carl Pageant
- Mink Stole − Dottie Hinkle
- Mary Jo Catlett − Rosemary Ackerman
- Traci Lords − randka Carla
- Suzanne Somers − ona sama
- Patricia Hearst − przysięgła
- Mary Vivian Pearce − kobieta kupująca książkę
- Joan Rivers − ona sama